# 唐仁
唐仁（1425年—？年），字秉元，四川夔州府達縣人，明朝政治人物。

## 生平
天順八年甲申科第二甲第四十二名進士。